# Мој Ривер
Мој Ривер (афр. Mooirivier) је мали град који се налази на 1.389 м надморске висине и 160 км од обале у Квазулу-Наталу. Прво европско насеље у овој области било је у Мој Ривер Дрифту 1852. године. Ово је формално названо Вистон 1866. по првом гувернеру Натала, Мартину Висту.

## Историја
Године 1879, Ирац по имену Александер Лоренс купио је фарму "Грантли" узводно од Вистона, на обали реке Мој . „Мој ривиер“ је африкаанс за „лепу реку“.
Године 1884. железничка пруга од Дурбана, на обали, до Јоханезбурга, у унутрашњости, стигла је до тог подручја и изграђена је преко земље Александра Лоренса. Он је касније поставио и основао село Лоренсвил на својој фарми "Грантли" и тако је познато као "Отац Мој Ривера". Године 1921. село је преименовано у Мој Ривер када је проглашено за град.

## Географија
Лежи на националном путном и железничком правцу Н3 између Јоханезбурга и Дурбана.  Иако се железничка станица више не користи за путнике, роба се и даље обавља. Постоји наплатна рампа која се налази на Н3.

## Образовање
Шест школа опслужује општинско подручје Мој Ривера са бројним другим школама даље од града које служе традиционалним заједницама пољопривредних радника.

## Економија
Урбана привреда овог подручја тренутно се заснива првенствено на малопродаји, туризму и подршци локалној пољопривредној заједници. Раније је окосница урбане економије била Мој Ривер Текстилес која је коначно затворена 2002. године након година смањења броја запослених. Пад текстилне индустрије се, међутим, преокреће великим страним инвестицијама са Далеког истока.
Сеоска економија се заснива на пољопривреди и туризму. Главне категорије узгоја су млечни производи и коњи. Локалне фармере подржава Удружење фармера Мој Ривера. 

## Значајни људи
- Кендис Сванепул- супермодел. Године 2012. заузела је 10. место на Форбсовој листи модела са највећом зарадом.